# شیرلی فرای اروین
 شیرلی فرای اروین (انگلیسی: Shirley Fry Irvin؛ زاده ۳۰ ژوئن ۱۹۲۷) یک تنیس‌باز اهل ایالات متحده آمریکا است.